# Amortidor (esports)
|  | Aquest article tracta sobre l'element de protecció usat en els esports. Vegeu-ne altres significats a «Amortidor (automoció)». |

En els esports un amortidor és l'equip de protecció utilitzat pels atletes i que té la finalitat d'ajudar a resistir un impacte, ja que aquest podria arribar a ser mortal en alguns casos, ja sigui un cop per un cop de puny o per una puntada, o un impacte resultant d'una caiguda, o potser un xoc ocasionat per un objecte que ha estat llançat.
 Amortiment  pràcticament significa rebre, absorbir i mitigar una força tal, ja sigui perquè s'ha dispersat o perquè l'energia s'ha transformat de manera que la força inicial s'hagi minoritzat. Entre millor sigui l'amortiment de la força inicial, menor serà la força rebuda sobre el punt final.

## Tipus
Hi ha molts invents que apliquen els principis de les forces mecàniques dels quals tenen l'objectiu d'anul·lar o dissipar un impacte.
Però no només l'equip protector presenta elements que indueixen a l'amortiment. Les propietats de la superfície on es practiqui l'esport també és un factor a ser considerat.

### Atletisme
Moltes vegades enfocat a la protecció del mateix calçat il·lustrat per l'ús de sabatilles running, o a la protecció dels genolls.

### Beisbol
Present en el peto del Catcher i del Umpire, o al alcolchonamiento dels límits en els jardins.

### Ciclisme
Els pneumàtics, el terreny i ressorts en una bicicleta de muntanya, per exemple.

### Futbol americà
El futbol americà és un esport de constant xoc.
- Casc. En el passat, els cascos van ser fets de cuir, però hi va haver jugadors que van sagnar per falta de major protecció al capdavant, així és que el seu disseny es va anar transformant, i van adquirir més volum a més que es van començar a emprar major diversitat de materials. En el seu interior, es van incorporar tires de tela elàstica (ressort) però amb el temps aquest disseny va ser substituït per un sistema més eficient de peces, els quals per ser matalassos independents mitiguen millor l'impacte. Encara més, en anys recents, una capa més s'ha afegit a la part exterior d'alguns cascos professionals, i així ajudar a evitar que el jugador quedi inconscient.
- Muscleres. Les clavícules són protegides per les muscleres, les quals esmorteeixen els cops durant tacleos i jugades de bloqueig.
- Taules. Les taules són part de la indumentària esportiva del jugador de futbol americà particulars a la zona de les cuixes (cuatriceps).

### Futbol
La major quantitat de l'equip de protecció està situada a la part inferior de cos. Des de la petxina medicinal i les canyelleres, fins al calçat, el qual pot incloure costures i dissenys exteriors. Els porters empren guants i  genolleres.